# Mem Rodrigues de Vasconcelos, mestre da Ordem de Santiago
D. Mem Rodrigues de Vasconcelos (c. 1360 - c. 1415), mestre da Ordem de Santiago, foi um fidalgo e militar dos séculos XIV e XV. Destacou-se por ter comandado a por vezes chamada "Ala dos Namorados", que na batalha de Aljubarrota formava o flanco direito do exército português.

## Biografia
Era filho segundogênito de Gonçalo Mendes de Vasconcelos, alcaide-mor de Coimbra e de sua mulher D. Teresa Vasques Ribeiro, 3.ª senhora do Morgado de Soalhães.
Ignora-se qual a data exata do seu nascimento, mas deverá ter sido próxima de 1360, pois sabe-se que seu irmão primogénito, João Mendes de Vasconcelos, senhor de Penela, nasceu em 1358.
Desde o início da crise dinástica de 1383 - 1385 aderiu ao partido do mestre de Avis - o futuro rei D. João I - que logo lhe fez várias doações, incluindo a da vila de Monsaraz, de juro e herdade, em 24 de setembro de 1384.
Ainda não era mestre de Santiago quando teve lugar a batalha de Aljubarrota, na qual combateu denodadamente, comandando a célebre Ala dos Namorados. Os seus feitos na batalha ficaram famosos e foram assim cantados por Luís de Camões, no Canto IV, estância 24, de "Os Lusíadas":
Outro também famoso cavaleiro,
Que a ala direita tem dos Lusitanos,
Apto para mandá-los, e regê-los,
Mem Rodrigues se diz de Vasconcelos 

Depois da batalha, D, João I prometeu-lhe o mestrado da Ordem de Avis; porém, surgiu a disputar o cargo um outro fidalgo, também partidário de D. João I, chamado Fernão Rodrigues de Sequeira (ou Siqueira). O rei deixou assim que fossem os próprios cavaleiros da Ordem a eleger o seu mestre, tendo Fernão Rodrigues ganhado a eleição.
Em compensação, nomeou D. João I a Mem Rodrigues para o mestrado de Santiago, no qual seria depois confirmado por bulas dos papas Urbano VI (em 17 de fevereiro de 1388) e Bonifácio IX (em 9 de novembro de 1389). 
Ambas as bulas foram publicadas em Lisboa, no dia 10 de julho de 1391.
O último documento conhecido que se refere a D. Mem Rodrigues de Vasconcelos data de 1414, sendo provável que tenha falecido no ano seguinte.

## Descendência
Por ser cavaleiro de uma ordem militar não pôde casar, mas teve vários bastardos - filhos e filhas - incluindo os que abaixo se nomeiam, que foram legitimados pelas cartas régias a seguir referenciadas. 
Por cartas de 28 de dezembro de 1391, todos havidos de "mulher solteira", não nomeada no texto do diploma régio:
- Diogo Mendes de Vasconcelos

- Inês Mendes de Vasconcelos,[6] que viria a casar com Estevão Gonçalves Leitão (c. 1372 - c. 1443), senhor da terra da Ota, com geração nos senhores do Paço da Torre.[2]

- Leonor Mendes de Vasconcelos

Por cartas de 3 de maio de 1408 (que só nomeiam a mãe da sua filha Beatriz, chamada Inês Martins):
- Beatriz Mendes, que viria a casar com D. Gonçalo Pereira de Riba Vizela, senhor de Cabeceiras de Basto, com geração.

- Diogo Gonçalves

- Gonçalo Mendes, que viria a casar com Brites Pinheiro, sem geração.

Por cartas de 5 de maio de 1408 (em que a mãe do primeiro filho é nomeada como Beatriz Nunes e a do segundo como Constança Anes):
- Mem Rodrigues de Vasconcelos

- Joane (ou João) Mendes de Vasconcelos, que casaria com Maria de Góis Rebelo, com geração.